# A8 (motorväg, Schweiz)

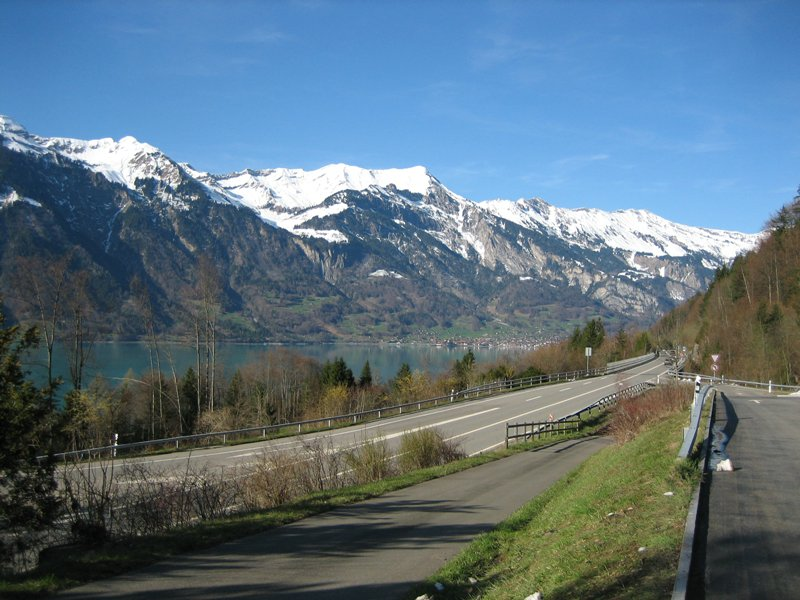
A8

A8 är en motorväg i Schweiz som går mellan Hergiswil och Spiez.